# Werner Helmes
Werner Helmes (* 2. Mai 1925 in Mayen; † 28. Dezember 2008) war ein deutscher Heimatkundler und Schriftsteller (Roman, Novelle, Essay, Hörspiel, Film).

## Leben
Helmes besuchte die Volksschule in Mayen. Nach Rückkehr aus dem Russlandfeldzug legte er 1946 das Abitur ab und studierte ab 1947 Kunstgeschichte, Germanistik und Anglistik an der Universität Mainz. Ab 1949 war er Pressechef einer großen internationalen Luftverkehrsgesellschaft in Frankfurt am Main. 
Seit 1954 betätigte er sich als freier Schriftsteller. Viele Arbeiten lieferte er auch für den Rundfunk, u. a. für die SWF-Serie Morgenläuten in ... von 1975 bis 1982 mit Porträts von insgesamt 105 Dörfern und Gemeinden.

## Auszeichnungen
- Anerkennungspreis im Literatur-Wettbewerb Rheinland-Pfalz 1951 für die Novelle Romeo und Julia sind tot
- Jahresstipendium der Bertelsmann-Stiftung 1956
- Förderpreis des Landes Rheinland-Pfalz 1959
- Georg-Mackensen-Literaturpreis 1983 für die Erzählung Forelle für Tisch 11

## Bibliographie
- Die Scherbe des Bacchus. Roman. Gütersloh 1957.
- Feuer und Wein. Moselanische Erzählungen. Mayen 1957.
- Der falsche Mijnheer. Roman. Karlsruhe 1957.
- Feuer und Wein. Erzählungen. Mayen 1957.
- Ikarus Ikarus. Roman. Karlsruhe 1959.
- Weihe des Hauses. Ein Schauspiel in 2 Akten mit einem Vorspiel. Köln 1965.
- Maare und Vulkane der Eifel. Bonn 1966
- Das große Halali. Ein Stück aus den Eifelwäldern. Köln 1967
- Schöner Landkreis Cochem-Zell. Weißenthurm 1972
- Air Base. Roman. Bergisch Gladbach 1985
- Ein aktuelles historisches Lesebuch. Koblenz 1985
- Personen und Wirkungen. Biographische Essays. Mainz 1979
- Typisch rheinisch. Von Mainz bis Niederrhein. Würzburg 1984

Herausgeberschaft
- Literatur aus Rheinland-Pfalz. Eine Anthologie (zusammen mit Oskar Bischoff, Sigfrid Gauch, Werner Hanfgarn, Hajo Knebel und Berthold Roland). Mainz 1976